# I Miss You (Blink-182)
I Miss You är den andra singeln från Blink-182:s album (utan titel) från 2003. Den släpptes i februari 2004. Videon utspelar sig i ett spökhus. Låten nådde första plats på Billboard Modern Rock Chart och nr. 42 på Billboard Hot 100 men All the Small Things gick mer på radio, "I Miss You" sålde fler singlar vilket blev platina efter att sålt över 1 000 000 exemplar. Den blev också nr. 3 i Argentina under 15 veckor. 

## Sångtext och produktion
Travis spelar med en pensel och en pinne och hans framträdande är loopat. Låten är en referens till filmen The Nightmare Before Christmas med We can live like Jack and Sally och We'll have Halloween on Christmas. Travis Barker säger att meningen är riktad till hans före detta flickvän, Shanna Moakler.

## Musikvideon
Videon är regisserad av Jonas Åkerlund och handlar om hur bandmedlemmarna är i ett spökhus och är sminkade för att framkalla en spökkänsla. Mark Hoppus spelar också kontrabas inspirerad av Phil Tornalley.